# Conde de Abranhos
Conde de Abranhos é uma série televisiva, exibida no ano de 2000, pela RTP1. Criada e escrita por Francisco Moita Flores, baseia-se no livro O Conde de Abranhos, de Eça de Queirós. 

## Sinopse
A série decorre à volta da história de Alípio Abranhos, homem de genealogia meio confusa - algo entre relações adúlteras e a roda das crianças abandonadas de um convento de Penafiel-, bacharel em Direito que adquire o título de conde.
A ação passa-se no séc. XIX, exatamente em 1871, na ressaca das Conferências do Casino e no momento em que José Fontana, Azedo Gneco, Antero de Quental e outros lançam as bases da Fraternidade Operária, semeando as ideias republicanas, socialistas e operárias que resultavam das várias soluções políticas que se ensaiavam por toda a Europa. Face a este vento de modernidade, Alípio Abranhos emerge como um hesitante, alguém que se afasta deste debate por razões de mero cálculo político e social. O seu objetivo é claro: quer casar rico e fazer carreira à custa da cunha. Para tanto escuda-se numa imagem moralista e preconceituoso, mas na realidade é um boémio que gosta de genebra (que bebe em segredo) e de mulheres (que escolhe num escalão social que não permite o escândalo). Para consolidar a carreira não olha a meios: despreza o pai, corta relações com a madrinha que o educou, representa junto de padre Augusto a encenação de um católico fervoroso, adula a sogra pela qual nutre um ódio profundo, trai o dirigente Cardoso Torres que o levou para a ribalta da política, conseguindo chegar a ministro. Por acaso, ministro da Marinha, ele que apenas vira uma vez o mar e odiava barcos.

## Elenco
- Paulo Matos - Alípio Abranhos
- Sofia Alves - Virgínia Amado Abranhos
- Fernanda Serrano - Luísa
- Rui Luís Brás - Fradinho
- Filomena Gonçalves - Casimira
- Rui Luís (†) - Desembargador Amado
- Cármen Santos - Laura Amado
- Nicolau Breyner (†) - Padre Augusto
- João d'Ávila - Zagalo
- Gonçalo Waddington - Tavares
- Henrique Viana (†) - Vaz Correia